# 16219 Venturelli
16219 Venturelli este un asteroid din centura principală de asteroizi.

## Descriere
16219 Venturelli este un asteroid din centura principală de asteroizi. A fost descoperit pe 29 februarie 2000 la Socorro, New Mexico, în cadrul proiectului LINEAR. Asteroidul prezintă o orbită caracterizată de o semiaxă mare de 2,37 ua, o excentricitate de 0,21 și o înclinație de 0,4° în raport cu ecliptica.